# Lithocarpus mianningensis
Lithocarpus mianningensis är en bokväxtart som beskrevs av Hu Hsien-Hsu. Lithocarpus mianningensis ingår i släktet Lithocarpus och familjen bokväxter. Inga underarter finns listade.